# Wesley Merritt

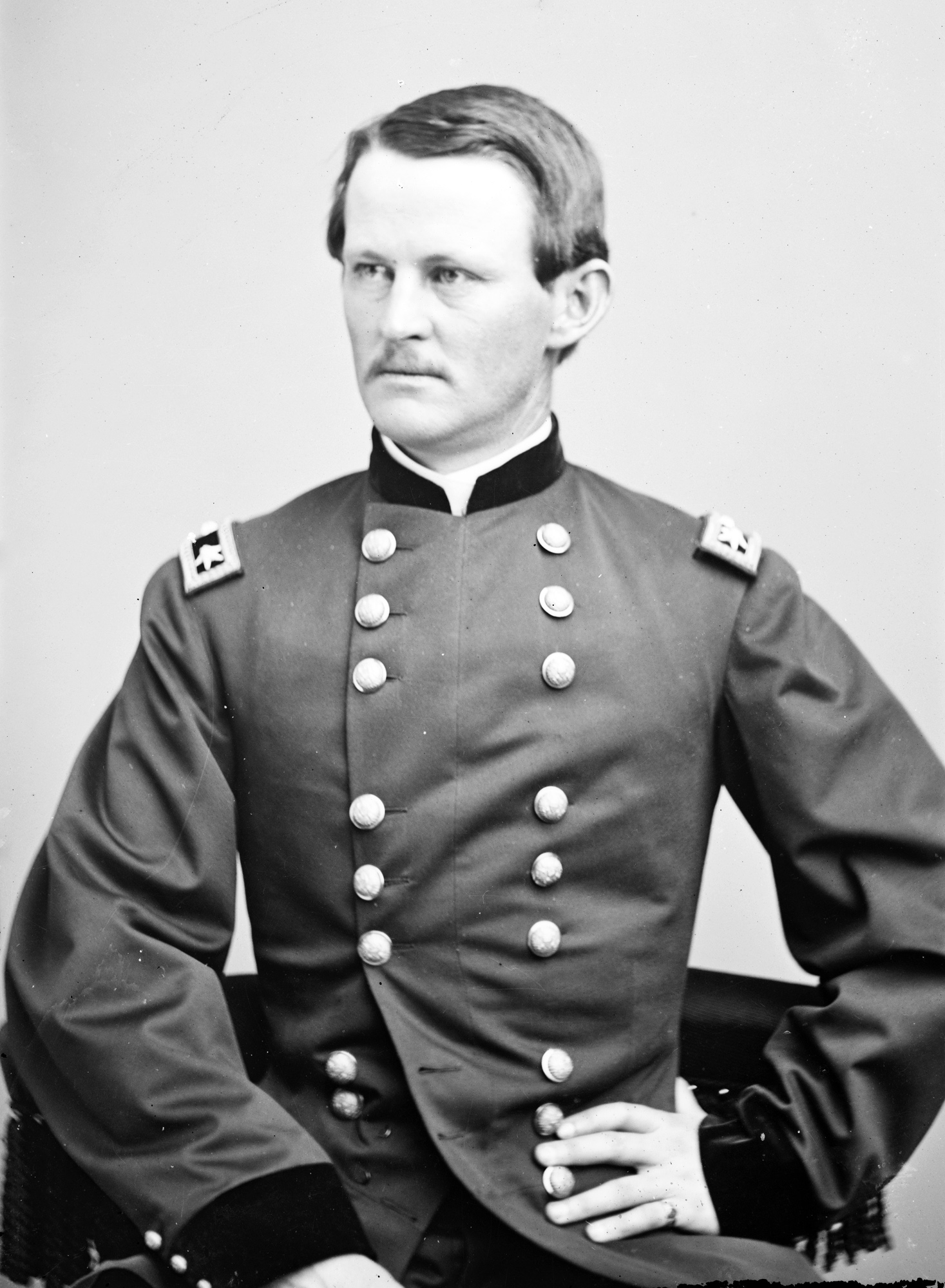
George Wesley Meritt

George Wesley Merritt (* 16. Juni 1834 in New York City; † 3. Dezember 1910 in Natural Bridge, Virginia) war ein US-amerikanischer Soldat und General während des Sezessionskrieges und des Spanisch-Amerikanischen Krieges.

## Ausbildung zum Kavallerieoffizier
Merritt, dessen Geburtsdatum teilweise auch mit 16. Juni 1836 und 10. Juni 1837 angegeben wird, beendete 1860 die US-Militärakademie. Anschließend wurde er Leutnant im 2. Dragonerregiment, die unter dem Kommando von John Buford hauptsächlich in Utah diente. Als die Einheit in 2. US-Kavallerieregiment umbenannt wurde, wurde Merritt Adjutant von Buford.

## Sezessionskrieg
1862 wurde Merritt zum Hauptmann befördert und diente als Quartiermeister von Brigadegeneral Philipp St. George Cooke, der zu diesem Zeitpunkt die Kavallerieeinheiten der Armee am Potomac kommandierte. Ende 1862 gehörte er dann zu den Verteidigern von Washington, D.C. 1863 wurde er dann Adjutant von Generalmajor George Stoneman während der Schlacht bei Chancellorsville. Während der Schlacht von Gettysburg war er Kommandeur der Reservebrigade des Kavalleriekorps.
Bereits am 29. Juni 1863 wurde er zum Brigadegeneral (der Freiwilligenarmee) befördert. Selbst für die Zeit des Sezessionskriegs war die Beförderung eines Hauptmanns zum Brigadegeneral kein üblicher Schritt. Allerdings wurden neben Merritt auch Hauptmann Elon Farnsworth und Oberleutnant George Armstrong Custer zu Brigadegeneralen befördert. Nach dem Tode Bufords stieg er dann selbst zum Kommandeur der 1. Kavalleriedivision unter dem Oberbefehl von General Ulysses S. Grant auf. 1864 wurde er zum Oberstleutnant der regulären Armee befördert. Merritt befehligte die 1. Kavalleriedivision auch während des von General Philip Sheridan geleiteten Shenandoah-Feldzugs. Sein dortiger Einsatz führte zu seiner Beförderung zum Generalmajor und Stellvertreter von Sheridan während der Schlacht von Appomattox. Im März 1865 wurde er wegen seines dortigen Einsatzes zum Brigadegeneral der regulären Armee befördert.

## Aufstieg zum Generalmajor
Nach dem Ende des Sezessionskriegs wurde Merritt als Oberstleutnant in die reguläre Armee übernommen und diente zunächst als Kommandeur des 9. Kavallerieregiments in Fort Leavenworth. Hierbei war er insbesondere für den Schutz der Grenzen zuständig. 1882 wurde er Superintendent der Militärakademie in West Point. Dieses Amt behielt er bis 1887. Im gleichen Jahr wurde er (erneut) zum Brigadegeneral der regulären Armee befördert. 1895 erfolgte schließlich seine Beförderung zum Generalmajor der United States Army.

## Spanisch-Amerikanischer Krieg
Nachdem George Dewey 1898 in der Schlacht in der Bucht von Manila die spanische Marine geschlagen hatte, begannen die US-Truppen mit dem Einsatz von Landtruppen auf den Philippinen. Generalmajor Merritt übernahm zu diesem Zweck das Kommando des VIII. US-Korps, das im Juni 1898 von San Francisco in Richtung Philippinen aufbrach.
Nach der Schlacht von Manila am 13. August und der anschließenden Kapitulation der spanischen Besatzmacht am 14. August 1898 wurde Merritt der erste US-(Militär)-Gouverneur der Philippinen. Dieses Amt übte er allerdings nur 16 Tage bis zum 29. August 1898 aus, als er von Elwell Stephen Otis abgelöst wurde.
Später war er noch Berater der US-Delegation bei der Pariser Friedenskonferenz. 1900 wurde Merritt in den Ruhestand verabschiedet.